# 大台南公車黃幹線
大台南公車黃幹線為全市6大幹線公車之一，由興南客運和新營客運聯合營運。起站由白河站出發，經由新營火車站後，再經由柳營、下營等地後，終點行駛至麻豆轉運站，黃幹線的主題公車為「花卉王國」(車型為原台北客運日野ERK2JRL櫻花車，目前皆已全數除役)。本線係由原本新營客運往白河方向的公路客運及興南客運的2條往返佳里麻豆新營間的公路客運路線改制而成，於2013年7月1日正式通車。
根據2019年運量統計，本線運量為59萬8673人次，在全臺南市公車路線運量排第12名。

## 歷史
- 2013年7月1日：因應大台南公共運輸政策，原新營客運7403、7404、7405、7406、7414、7416路及興南客運7629、7630路公路客運改制為黃幹線，並於同日通車。
- 2013年12月1日：部分班次繞駛白河商工。
- 2014年4月21日：新增「興中、民生路口」招呼站。
- 2014年8月1日：新增「第三市場」招呼站。
- 2014年10月24日：黃幹線首度配置低地板公車一輛。
- 2015年5月17日：新增「中華電信」招呼站（往白河）。
- 2015年9月1日：新增「卯舍」招呼站。
- 2015年9月14日：原「果菜市場」站更名為「麻豆轉運站」，起訖點由市道176線上候車亭改至轉運站前[1]。
- 2015年11月1日：新增「右武衛公園」、「新東國中」招呼站。
- 2016年1月1日：原「新營公所」站更名為「新營區公所」。
- 2016年2月1日：新增「下營衛生所」招呼站。
- 2016年6月2日：原「戲院前」站更名為「電姬戲院」。
- 2018年3月12日：新增「東仁、長榮路口」招呼站。
- 2018年5月20日：原「東又悅公司」站更名為「南士林」。
- 2018年6月27日：原「三商」站更名為「興業里」、「白河漁市場」站更名為「白河魚市場」、「麻豆公所」站更名為「麻豆區公所」、「下營公所」站更名為「下營區公所」。
- 2018年9月28日：原「文化中心」站更名為「新營文化中心」。
- 2019年1月18日：原「興業里」站更名為「中營興業里」。
- 2019年12月20日：新增「南勢里」招呼站。
- 2020年11月13日：新增「下營中山路」招呼站。
- 2023年4月14日：配合「臺鐵柳營站站前轉乘環境優化改善工程」完工啟用，駛入建國路「柳營火車站」站前停靠，原「柳營火車站」更名為「中山西路一段」。
- 2023年4月28日：新增「太康里」招呼站。
- 2024年5月1日：原「中華電信」站更名為「柳營中華電信」。
- 2024年5月24日：新增「中營三角公園」招呼站。

## 路線基本資料
- 全程行車里數：41.6公里。
- 全程行車時間：約80分。
- 行經行政區域：臺南市白河區、新營區、柳營區、下營區、麻豆區。
- 主要行駛道路：市道172號、台1線、市道174號、台19甲線。
- 日運量約1640人，配置多輛低地板公車。

### 停站
參見右側站牌路線圖。

### 收費
依里程計費，刷卡前8公里免費，轉乘再優惠9元。

### 配車
興南客運：（亦行駛黃20支線）
- 2015年 4輛申沃SWB6127：061-U9~065-U9

新營客運：
- 2012年 1輛TOYOTA COASTER中巴：815-FS
- 2013年 3輛TOYOTA COASTER中巴：847-FS、849-FS~850-FS
- 2014年 1輛TOYOTA COASTER中巴：528-U9
- 2014年 3輛DAEWOO低地板公車：541-U9、543-U9、545-U9
- 2015年 4輛DAEWOO低地板公車：611-U9、612-U9、613-U9、615-U9
- 2016年 1輛DAEWOO低地板公車：682-U9
- 2018年 3輛HINO RK8JRVA大復康巴士：KKA-7611~KKA-7612、KKA-7625
- 2021年 2輛BYD電動低地板公車：EAL-0731、EAL-0738
- 偶有其他車輛行駛黃幹線＆黃幹線區間車，以上資訊以固定行駛運用為主

### 過往配車
興南客運：
- 2002年 2輛HINO ERK2JML(前首都客運)：523-FS、525-FS(淘汰)
- 2003年 2輛HINO ERK1JRL(前非凡遊覽)：621-FS、622-FS(淘汰)
- 2018年 1輛VOLVO B7RLE：KKA-7352(轉調至他線)

新營客運：
- 2005年 4輛HINO ERK2JML(前臺北客運)：840-FS~843-FS(淘汰)

## 意外
黃幹線自撞車禍
2017年10月9日，黃幹線公車6:30麻豆轉運站發車班次062-U9，於7:28時在新營區中山路與民族路十字路口前逐漸偏離車道，擦撞號誌桿、消防栓後，再撞上了證券行門口的鋼柱才停下，原因為司機突發心臟病，自撞時無生命跡象，後為乘客及救護人員進行CPR及電擊後才恢復生命跡象，其餘車上6名乘客僅受到皮肉傷。

## 外部連結
- 大台南公車黃幹線路線圖&時刻表 （页面存档备份，存于）
- 大台南公車 （页面存档备份，存于）
- 新營客運 （页面存档备份，存于）
- 興南客運 （页面存档备份，存于）